# 梁須楩
梁須楩（？—？），字大木，漢軍正白旗，清朝政治人物，監生出身。

## 生平
乾隆二年(1737年)接替童华任漳州府知府一职，乾隆三年(1738年)由王德纯接任。乾隆二十四年（1746年）接替方邦基，於台灣擔任台灣府海防補盜同知。品等為正五品，該官職隸屬於台灣府，主管船政治安業務，相當於副知府。